# Familienwissenschaften
Familienwissenschaften (im Plural) ist ein Sammelbegriff für alle Wissenschaften, die in irgendeiner Form den zentralen Begriff der Familie untersuchen. Sie umfassen u. a. Teilgebiete der Sozialwissenschaften und der Kulturwissenschaften.
Unter Familienwissenschaft (im Singular) wird zum anderen die im anglo-amerikanischen Raum etablierte Fachdisziplin (Family Science, Family Studies) verstanden, deren Ziele „die Entdeckung, Verifikation und Anwendung des Wissens über die Familie“ sind. Auch wenn sich die Familienwissenschaft Erkenntnissen und Beiträgen anderer Disziplinen bedient, hat sie doch eigenständige Paradigmen entwickelt und sich nach langen internen Diskussionen als eigenständige Disziplin mit eigenen (Forschungs-)Instituten, Studiengängen, Fachverbänden sowie -zeitschriften im anglo-amerikanischen Raum seit den 1980er Jahren fest etabliert.

## Geschichte
Die Familienwissenschaft ist, verglichen mit vielen thematisch ähnlichen akademischen Fächern, eine relativ junge Disziplin. Ihre weniger als hundertjährige Geschichte begann in den USA, wo sich das Fach als eigenständige Disziplin unter den Namen Family Studies oder Family Science (und oft in Verbindung mit Human Development) in Form von zahlreichen Instituten und Studiengängen seit Mitte des 20. Jahrhunderts inzwischen fest etabliert hat.
Die Entwicklung dieser Disziplin wird in den Überblicksartikeln zumeist in drei Phasen eingeteilt:
- Die Entdeckungsphase
- Die Pionierphase
- Die Reifephase

### Die Entdeckungsphase
Vor der eigentlichen Entdeckungsphase liegt eine bereits ins 19. Jahrhundert zurückreichende Beschäftigung mit dem Phänomen Familie durch einzelne Wissenschaftler verschiedener Disziplinen (oder ihren Vorläufern), wie z. B. der Ethnologie (insbesondere die Verwandtschaftsethnologie, siehe u. a. Lewis Henry Morgan), der Soziologie (mit Autoren wie Karl Marx, Max Weber, Georg Simmel, Ferdinand Tönnies, Émile Durkheim), der Volkskunde (Wilhelm Heinrich Riehl) und dem Ökonomen und Sozialreformer Pierre Le Play. Es gab bis dahin jedoch keine Disziplin, die Familie als zentrales Untersuchungsthema für sich beanspruchte und holistisch betrachtete.
Ein Großteil der familienwissenschaftlichen Institute und Programme in den USA haben ihren Ursprung in der Hauswirtschaftslehre (Family and Consumer Science). Als in der ersten Hälfte des 20. Jahrhunderts soziale, demographische und ökonomische Veränderungen in den USA neue Probleme insbesondere in den schnell wachsenden urbanen Vororten schufen, sah sich der Staat zunehmend verpflichtet, Familienhilfsprogramme zu starten, die die entsprechenden Fachkräfte, insbesondere Sozialarbeiter und community workers, benötigten. Viele Universitäten trugen diesem Bedarf Rechnung, indem sie entsprechende Studienprogramme einführten.
Auch Forscher anderer Wissenschaftszweige sahen sich angeregt, sich mit diesen neuen Entwicklungen in Bezug auf Familie zu beschäftigen. Besonders vorangetrieben hat den Prozess, Familie als Ganzes zu erforschen und Familienwissenschaften als Disziplin zu etablieren, der Soziologe Ernest Groves (Boston University), der 1922 den ersten Kurs zum Thema Familie unter dem Titel „The Family and its Social Functions“ anbot. Viele Fachhistoriker sehen in diesem Kurs auch den Beginn der Familienwissenschaft als Disziplin.
In den folgenden Jahrzehnten wurden erste Lehrbücher veröffentlicht, Konferenzen durchgeführt, weitere Familienbildungskurse entwickelt und Fachgesellschaften gegründet, darunter die Groves Conference on Marriage and the Family (1934) und der National Council on Family Relations (NCFR) (1938), die wohl bis heute bedeutendste familienwissenschaftliche Institution überhaupt. 1939 richtete die Duke University den ersten Studiengang mit dem Titel „Marriage and Family“ ein.

### Die Pionierphase
In der Mitte der 1940er Jahre begann die „Pionierphase“, in der sich das Fach langsam zu etablieren begann und die beteiligten Wissenschaftler intensiv über das Fachverständnis debattierten. Diese Phase war sehr produktiv, was die Gründung von neuen interdisziplinären Fachzeitschriften, Lehr- und Handbüchern sowie die Einrichtung neuer Studiengänge betraf. Als Folge des zunehmenden Interesses an Familienforschung wandelten ab den 1950/60er Jahren zahlreiche Universitäten ihre home art/economics-Studiengänge in Family Studies Programme um. Gleichzeitig wurde die Forschung an vielen Universitäten ausgebaut, es wurden Forschungseinrichtungen gegründet, und es entstanden neue Professionen in der Familientherapie (family therapist), der Familienberatung (family extension specialist) sowie der Familienbildung (family life educator).

### Die Reifephase
Der Höhepunkt der Diskussion über das Selbstverständnis und den Stellenwert von Familienwissenschaften als eigenständige wissenschaftliche Disziplin war in den USA Anfang der 1980er erreicht und läutete die „Reifephase“ („maturing stage“) ein. Diese Phase war vor allem durch eine verwirrende Komplexität an Professionen und Ausbildungen, Ethikrichtlinien, Standards, Schulen, Theorien und Forschungsstrategien gekennzeichnet und kulminierte in einer langen Debatte um das Selbstverständnis der Familienwissenschaft als eigenständige Disziplin und ihre Bezeichnung. Schließlich setzte sich Family Science als Bezeichnung der Fachdisziplin durch. Die Departments an den Universitäten behielten jedoch in den meisten Fällen ihre alte Bezeichnung (oft Family Studies in Kombination mit Human Development) bei.
Seitdem hat sich die Disziplin nicht nur nominell gefestigt, sondern vor allem auch institutionell durch die Gründung immer neuer Fachverbände, Wissenschaftliche Konferenzen, Fachzeitschriften und Studiengänge.
Im Gegensatz zu der langen Tradition des Faches in den USA gibt es in Europa und im deutschsprachigen Raum erst relativ wenige Versuche der Etablierung von Familienwissenschaften als eigenständige Disziplin mit entsprechenden Studiengängen. Die wenigen existierenden fachübergreifenden Ansätze, sich wissenschaftlich mit der Familie auseinanderzusetzen, bestehen überwiegend aus regionalen Zusammenschlüssen, sind auf Projektebene angesiedelt und gehen damit oft auf persönliche Initiativen einzelner Wissenschaftler zurück. Beispiele sind die Interdisziplinäre Forschungsstelle Familienwissenschaft (IFF) an der Universität Oldenburg (deren Tätigkeiten allerdings seit 2005 ruhen) und das Interdisziplinäre Zentrum für Familienforschung an der Ruhr-Universität Bochum. Andere familienwissenschaftliche Projekte sind in Form von (außeruniversitären) Forschungseinrichtungen institutionalisiert (die jedoch keine Studiumsmöglichkeiten anbieten) wie z. B. das Deutsche Jugendinstitut München (DJI) oder das Staatsinstitut für Familienforschung Bamberg (IFB). Ein Stiftungslehrstuhl für Familienwissenschaft, eingerichtet von der Hertie-Stiftung an der Universität Erfurt 2002, wurde bereits 2007 wieder gestrichen.
Trotz dieser genannten Initiativen ist Familienforschung in Deutschland in erster Linie Sache der verschiedenen Einzeldisziplinen, und es existieren bisher erst wenige Einrichtungen, der einer fachübergreifenden Disziplin Familienwissenschaft entsprechen würde (s. u.). Dabei gibt und gab es immer wieder Stimmen, die einen Bedarf für ein solches Fach sehen. So stellte beispielsweise Max Wingen bereits 2004 fest, dass es „den Familien als gesellschaftlichen Grundeinheiten mit ihrem für den einzelnen und die größeren gesellschaftlichen Gebilde hoch bedeutsamen Aufgaben- und Leistungsspektrum […] nicht gerecht [wird], sie (nur) in verschiedenen Disziplinen ‚mitzubehandeln‘; sie sind darüber hinaus als gesellschaftliche Grundeinheiten von einem möglichst ganzheitlichen wissenschaftlichen Ansatz her zu sehen und zu untersuchen“ und Ingeborg Schwenzer und Sabine Aeschlimann schreiben „Zur Notwendigkeit einer Disziplin ‚Familienwissenschaft‘“:
„Die Errichtung einer eigenständigen Fachdisziplin Familienwissenschaft […] setzt voraus, dass im Bereich der Aus- und Weiterbildung interdisziplinäre Kurse und Zusatzausbildungen angeboten werden, welche auf eine disziplinäre Grundausbildung aufbauen. Namentlich sind Postgraduiertenkurse, insbesondere ein Master in Familienwissenschaft, einzurichten.“

## Familienbezogene Wissenschaften
Familienwissenschaften als Sammelbegriff und Familienwissenschaft als eigenständige Disziplin sind aufgrund ihres Gegenstands sehr stark durch Multi-, Inter- und Transdisziplinarität geprägt. Das gilt sowohl für die Ausbildungen, Ausrichtungen und Spezialgebiete der Professoren und Dozenten an den jeweiligen Instituten der USA als auch in anderen Teilen der Welt sowie im deutschsprachigen Raum. Als beteiligte Disziplinen zu nennen wären:
- die Psychologie (z. B. die Entwicklungspsychologie), klinische Psychologie
- die Soziologie (besonders die hier bereits herangezogene Familiensoziologie)
- die Ethnologie (besonders ihre Studien zur Verwandtschaft)
- die Geschichtswissenschaft (besonders im Rahmen ihrer Hilfswissenschaften Genealogie und Heraldik)
- die Pädagogik
- die Rechtswissenschaft (besonders im Familien-, Kinder- und Jugendrecht und Erbrecht)
- die Wirtschaftswissenschaften (z. B. die Volkswirtschaftslehre)
- die Gender Studies
- die Politikwissenschaften (besonders die Familienpolitik)
- die Medizin (z. B. Familienmedizin)
- die Gesundheitswissenschaften
- die Volkskunde (besonders die Subdisziplin volkskundliche Familienforschung)
- die Haushaltswissenschaft
- die Soziale Arbeit.

## Studium
Die Zahl an Studienangeboten im Bereich der Familienwissenschaften ist in den letzten Jahrzehnten insbesondere in den USA stark angestiegen. Boten Anfang der 1980er Jahre 71 US-amerikanische Universitäten und Institutionen 95 graduate programmes in Familienwissenschaften an, war die Zahl 1994 bereits auf 157 Master- und Promotionsprogramme an 134 Universitäten gestiegen. 2005 waren es 245 Programme an 227 Hochschulen und Universitäten in den USA und Kanada. Die Programme sind stark durch Interdisziplinarität, einen hohen Praxisbezug und Forschungsorientierung geprägt.
Im Gegensatz dazu sind die Studienmöglichkeiten in Deutschland sehr begrenzt. Die zurzeit einzige Möglichkeit eines eigenständigen Studiums besteht an der Hochschule für Angewandte Wissenschaften Hamburg, an der im Sommersemester 2013 der Studiengang Angewandte Familienwissenschaften in Form eines weiterbildenden und berufsbegleiteten Masterstudiums eingerichtet wurde, der weiterhin besteht. Die 2002 an der Universität Erfurt eingerichtete Professur für Familienwissenschaften ist im Verzeichnis der Universität Erfurt nicht zu finden.
In der Schweiz gibt es seit dem Wintersemester 2015/16 an der Université de Fribourg ebenfalls ein interdisziplinär ausgerichtetes Studienprogramm mit dem Titel „Familien-, Kinder- und Jugendstudien“, das Studierende im Bereich der Familienwissenschaften sowie der Kinder- und Jugendforschung ausbildet.
Die Interdisziplinäre Forschungsstelle Familienwissenschaft (IFF) an der Carl von Ossietzky Universität Oldenburg verbindet Wissenschaftler der beiden Fachbereiche Pädagogik und Sozialwissenschaften sowie Mitarbeiter aus Forschungsprojekten und benachbarten Bereichen, die sich kontinuierlich mit familienwissenschaftlichen Sachverhalten in Forschung und Lehre befassen. Einen eigenständigen Studiengang gibt es hier jedoch nicht.
Das 2003 gegründeten Centrum für Familienwissenschaften der Universität Basel führt neben Forschungen auch Vortragsreihen und Abendveranstaltungen zu familienbezogenen Themen durch, bietet aber ebenfalls keine Studienmöglichkeiten.
Die 1988 gegründete Gustav-Siewerth-Akademie in Weilheim-Bierbronnen, bot eine stark religiös geprägten Studiengang Familienwissenschaft an.

## Arbeitsfelder
Die familienwissenschaftlichen Studienprogramme bilden Studenten für eine große Bandbreite möglicher Tätigkeiten rund um die Familie aus. Das gilt sowohl für den anglo-amerikanischen als auch den deutschsprachigen Raum, sowie die zahlreichen Programme im Rest der Welt. Familienhilfe und -beratung, Unterstützungs- und Bildungsprogramme gehören zu den wichtigsten Tätigkeitsfeldern für Absolventen. Andere Tätigkeitsfelder sind Gemeinden und Kommunen (community outreach, community services), Behörden und öffentliche Verwaltung, familienbezogene Bildungseinrichtungen sowie die Forschung und Lehre an Hochschulen. In den USA sind Familienwissenschaftler auch in der Lehre an Schulen tätig. Während es in den USA relativ viele Berichte und Zusammenstellungen von Absolventen gibt, die über ihre Berufserfahrungen berichten, und Zusammenstellungen über Ausbildungswege, Berufsprofile und -chancen, liegen aufgrund der (noch) fehlenden Erfahrungen in Europa und im deutschsprachigen Raum bisher keine fundierten Erkenntnisse, umfangreichen Analysen oder sogar Verbleibstudien der Absolventen vor.